# 果実の贅沢
果実の贅沢（かじつのぜいたく）は、ポッカサッポロフード&ビバレッジ（旧・サッポロ飲料）が販売している国産の果汁・果粒入り清涼飲料水である。2004年に発売された「美味しぼり」から「つぶの極み」を経て現在のシリーズ名となる。

ふんだんに入れられた果粒・果肉と、20〜45%にバランス良く配合された果汁が特徴である。

## 種類

### 『美味しぼり』シリーズ
- 2004年 - つぶたっぷり温州みかん （果汁40%）
- 2004年 - あらごしパイナップル （果汁35%・果粒5%）
- 2004年 - つぶつぶ食感グレープフルーツ （果汁35%・果粒5%）
- 2005年 - つぶたっぷり温州みかん （果汁45%）
- 2005年 - つぶつぶグレープフルーツ （果汁30%・果粒5%）

### 『つぶの極み』シリーズ
- 2006年 - 温州みかん （果汁40%）
- 2006年 - 温州みかん あっさり味 （果汁20%）[1]
- 2006年 - グレープフルーツ （果汁20%）
- 2006年 - スウィートグレープフルーツ （果汁20%）

### 『果実の贅沢』シリーズ
- 2006年 - 温州みかん （果汁40%・果粒10%）
- 2007年 - 角切りつぶ入りすりおろしりんご （果汁20%）
- 2007年 - マンゴー&ピーチ （果汁30%）